# Педро (фільм, 1938)
«Педро» — радянський короткометражний чорно-білий художній фільм, знятий на Одеській кіностудії в 1938 році режисером Борисом Мітякіним за сценарієм Володимира Березинського. Перший радянський ігровий фільм про громадянську війну в Іспанії. Вийшов в кінопрокат в квітні 1938 року.

## Сюжет
Дія фільму відбувається під час Громадянської війни в Іспанії. Батько головного героя — хлопчика Педро — бореться в рядах республіканців проти франкістських заколотників, мати гине під бомбардуванням. Сам Педро, опинившись на захопленій іспанськими фашистами території, потрапляє як кухонний робітник на камбузі на франкістський крейсер. Юний патріот республіки вирішує провести диверсію, для чого влаштовує пожежу в артилерійському погребі корабля, де зберігаються снаряди. Сам же рятується втечею, вистрибнувши у море. На крейсері відбувається вибух, сам же Педро добирається до республіканського берега, де відбувається зустріч з батьком.

## У ролях
- Генріх Райтбліт — Педро
- Володимир Корш-Саблін — дід Педро
- К. Домбровська — вчителька
- В. Комарецький — капрал-франкістів
- Сергій Поляков — республіканець-підривник
- Є. Дубенський — офіцер-франкістів
- М. Марков — франкістський полковник

## Знімальна група
- Режисер: Борис Мітякін
- Автор сценарію: Володимир Березинський
- Оператор: Яків Лейбов
- Композитор: Костянтин Данькевич
- Художник: Михайло Юферов